# Дорогая, я увеличил ребёнка
«Дорогая, я увеличил ребёнка» (англ. Honey, I Blew Up The Kid) — американский кинофильм. Продолжение фильма «Дорогая, я уменьшил детей (фильм)» 1989 года. В 1997 году вышла третья часть «Дорогая, мы себя уменьшили».

## Аннотация
Двухлетний Адам случайно становится объектом научного эксперимента своего отца-изобретателя. Малыш начинает неудержимо расти и дорастает до 100 футов (30,5 м). Он разгуливает по Лас-Вегасу и наводит страх на публику.

## В ролях
| Актёр                   | Роль                                                                  |
| ----------------------- | --------------------------------------------------------------------- |
| Рик Моранис             | Уэйн Шалински, изобретатель                                           |
| Марша Стрэссмен         | Дайэн Шалински, жена Уэйна                                            |
| Эми О’Нил               | Эми Шалински, старшая дочь Уэйна и Дайэн                              |
| Роберт Оливери          | Ник Шалински, сын-подросток Уэйна и Дайэн                             |
| Дэниэл и Джошуа Шеликар | Адам, двухлетний сын Уэйна и Дайэн, увеличенный до 100 футов в высоту |
| Джон Ши                 | Доктор Чарльз Хендриксон, босс Уэйна                                  |
| Ллойд Бриджес           | Клиффорд Стерлинг, президент лаборатории                              |
| Кери Расселл            | Мэнди, няня Адама, которая также становится подругой Ника             |
| Рон Кэнада              | федеральный маршал Брукс                                              |
| Грегори Сьерра          | Теренс Уилер                                                          |
| Майкл Милхоун           | капитан Эд Майерсон                                                   |
| Джулия Суини            | любопытная соседка                                                    |
| Линда Карлсон           | еще одна любопытная соседка                                           |
| Билл Моусли             | федеральный маршал                                                    |
| Кеннат Тоби             | Смитти                                                                |